# Wybór Zofii (film)
Wybór Zofii (ang. Sophie's Choice) – amerykański dramat obyczajowy z 1982 roku w reżyserii Alana J. Pakuli, powstały na podstawie powieści Williama Styrona pod tym samym tytułem. Film opowiada historię polskiej imigrantki Zofii i jej porywczego kochanka, którzy dzielą dom na Brooklynie z młodym pisarzem. W rolach głównych wystąpili Meryl Streep, Kevin Kline i Peter MacNicol.

## Role główne
- Meryl Streep jako Zofia Zawistowska
- Kevin Kline jako Nathan Landau
- Peter MacNicol jako Stingo
- Rita Karin jako Yetta
- Josh Mostel jako Morris Fink

## Produkcja
Zdjęcia kręcono w Nowym Jorku oraz w Chorwacji (Zagrzeb, Samobor).

## Nagrody
Nagroda Akademii Filmowej
- Oscar dla najlepszej aktorki pierwszoplanowej - Meryl Streep
- nominacje w kategoriach:
  - Najlepszy scenariusz adaptowany - Alan J. Pakula
  - Najlepsza muzykę filmową - Marvin Hamlisch
  - Najlepsze kostiumy - Albert Wolsky
  - Najlepsze zdjęcia - Néstor Almendros

Amerykańska Gildia Scenarzystów (WGA), nominacja
- Najlepszy scenariusz adaptowany dramatu - Alan J. Pakula

Złoty Glob
- Najlepsza aktorka w filmie dramatycznym - Meryl Streep
- nominacje w kategoriach:
  - Najlepszy film dramatyczny
  - Najbardziej obiecujący nowy aktor - Kevin Kline

1984 BAFTA
- nominacje w kategoriach:
  - Najlepsza aktorka pierwszoplanowa - Meryl Streep
  - Najbardziej obiecujący debiut filmowy - Kevin Kline